# Större gulsporrebagge
Större gulsporrebagge (Chrysolina gypsophilae) är en skalbaggsart som först beskrevs av Küster 1845.  Större gulsporrebagge ingår i släktet Chrysolina, och familjen bladbaggar. Enligt den finländska rödlistan är arten nationellt utdöd i Finland. Enligt den svenska rödlistan är arten nära hotad i Sverige. Arten förekommer i Götaland, Gotland och Öland. Artens livsmiljö är torra gräsmarker.

## Bildgalleri

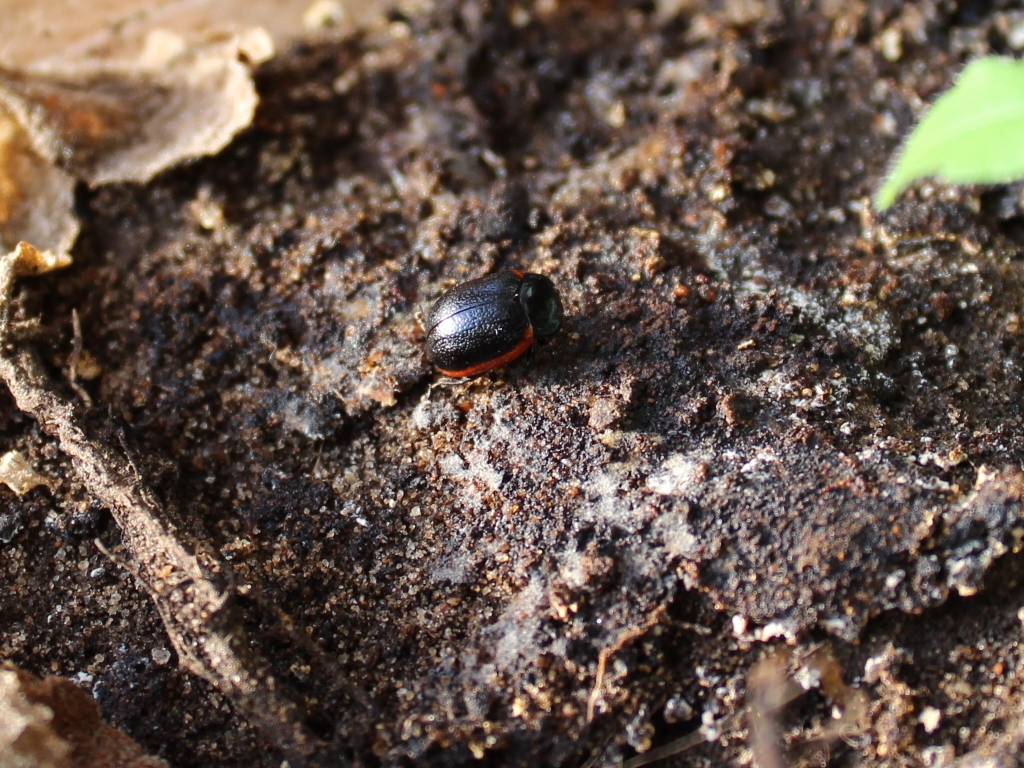